# Сфингозин
Сфингозин (2-амино-4-октадецен-1,3-диол) — высший алифатический аминоспирт с ненасыщенной углеводородной цепью (C18). Составляет основу сфинголипидов (например, сфингомиелина), класса фосфолипидов клеточных мембран.

## Функция
Сфингозин может фосфорилироваться сфингозинкиназами типа 1 и 2. При этом образуется сигнальный липид сфингозин-1-фосфат. 

## Биосинтез
Сфингозин синтезируется из пальмитоил-CoA и серина ферментом серин-пальмитоилтрансферазой, катализирующий реакцию конденсации, которая приводит к дегидросфингозину. Дегидросфингозин затем восстанавливается с участием NADPH до дигидросфингозина, а затем окисляется под действием FAD до собственно сфингозина. Кроме этого, сфингозин образуется при деградации сфинголипидов в лизосомах клетки.

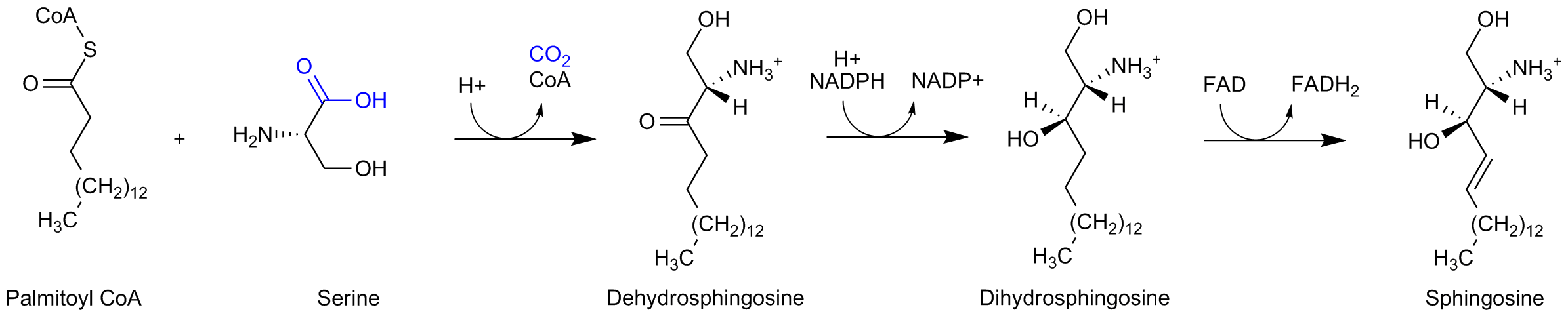
Синтез сфингозина.